# Egersund Fayancefabrik

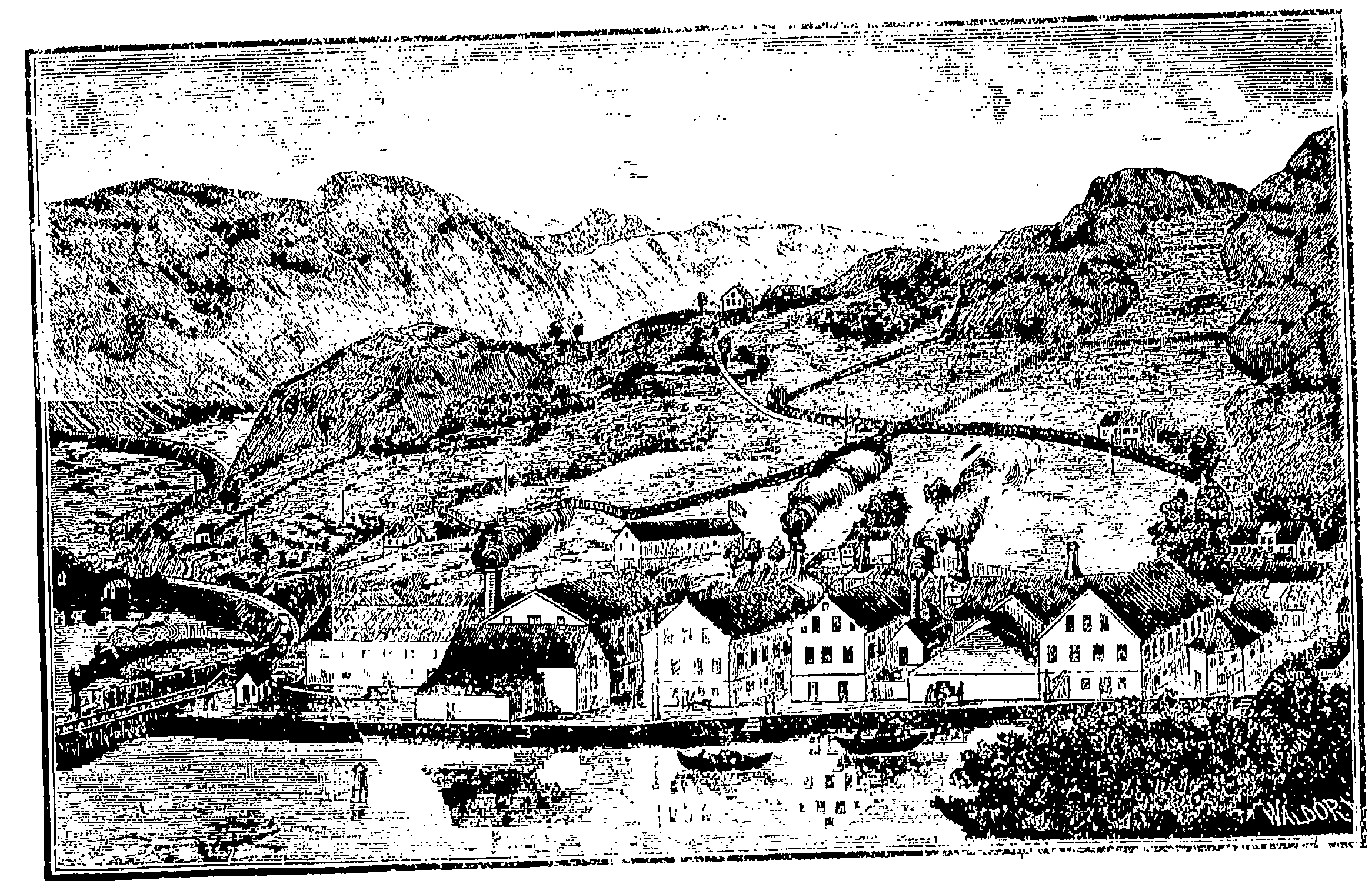
Egersund Fayancefabrik, 1884.

Egersund Fayancefabrik är en keramiktillverkare i Egersund, Norge.
Fabriken grundades 1847 av Johan Feyer. Till en början tillverkades endast lergods, men 1867 upptog man även tennglaserat gods i sin produktion. Johan Feyer gjorde 1876, och fabriken övertogs av brodern C. M. Feyer. I samband med detta ändrades namnet från Feyers Fayancefabrik till Egersunds Fayancefabrik. 1906 avled Feyer, och han avlöstes som direktör av C. Middelthon, som lämnade fabriken 1930, då Wiggo Berg-Iversen blev disponent.
1967 slogs Egersund samman med Porsgrunds Porcelaensfabrik och tillhörde 1978-1980 Ekebykoncernen.